# Pommeuse
Pommeuse és un municipi francès, situat al departament de Sena i Marne i a la regió de Illa de França. L'any 2007 tenia 2.674 habitants.
Forma part del cantó de Fontenay-Trésigny, del districte de Meaux i de la Comunitat de comunes del Pays de Coulommiers.

## Demografia

### Població
El 2007 la població de fet de Pommeuse era de 2.674 persones. Hi havia 993 famílies, de les quals 230 eren unipersonals (113 homes vivint sols i 117 dones vivint soles), 268 parelles sense fills, 439 parelles amb fills i 56 famílies monoparentals amb fills.
La població ha evolucionat segons el següent gràfic:
Habitants censats

### Habitatges
El 2007 hi havia 1.223 habitatges, 1.000 eren l'habitatge principal de la família, 128 eren segones residències i 96 estaven desocupats. 1.086 eren cases i 97 eren apartaments. Dels 1.000 habitatges principals, 837 estaven ocupats pels seus propietaris, 136 estaven llogats i ocupats pels llogaters i 27 estaven cedits a títol gratuït; 27 tenien una cambra, 73 en tenien dues, 186 en tenien tres, 275 en tenien quatre i 439 en tenien cinc o més. 769 habitatges disposaven pel capbaix d'una plaça de pàrquing. A 463 habitatges hi havia un automòbil i a 463 n'hi havia dos o més.

### Piràmide de població
La piràmide de població per edats i sexe el 2009 era:
| Homes | Edats   | Dones |
| ----- | ------- | ----- |
| 0     | 95 o +  | 0     |
| 0     | 90 a 94 | 8     |
| 8     | 85 a 89 | 8     |
| 8     | 80 a 84 | 8     |
| 52    | 75 a 79 | 32    |
| 48    | 70 a 74 | 48    |
| 20    | 65 a 69 | 40    |
| 40    | 60 a 64 | 52    |
| 44    | 55 a 59 | 44    |
| 56    | 50 a 54 | 76    |
| 96    | 45 a 49 | 68    |
| 92    | 40 a 44 | 100   |
| 112   | 35 a 39 | 112   |
| 108   | 30 a 34 | 124   |
| 92    | 25 a 29 | 104   |
| 28    | 20 a 24 | 40    |
| 88    | 15 a 19 | 92    |
| 100   | 10 a 14 | 72    |
| 112   | 5 a 9   | 132   |
| 104   | 0 a 4   | 104   |

## Economia
El 2007 la població en edat de treballar era de 1.776 persones, 1.371 eren actives i 405 eren inactives. De les 1.371 persones actives 1.244 estaven ocupades (691 homes i 553 dones) i 129 estaven aturades (60 homes i 69 dones). De les 405 persones inactives 108 estaven jubilades, 148 estaven estudiant i 149 estaven classificades com a «altres inactius».

### Ingressos
El 2009 a Pommeuse hi havia 1.038 unitats fiscals que integraven 2.870,5 persones, la mediana anual d'ingressos fiscals per persona era de 20.667 €.

### Activitats econòmiques
Dels 102 establiments que hi havia el 2007, 1 era d'una empresa extractiva, 1 d'una empresa alimentària, 1 d'una empresa de fabricació de material elèctric, 5 d'empreses de fabricació d'altres productes industrials, 28 d'empreses de construcció, 22 d'empreses de comerç i reparació d'automòbils, 6 d'empreses de transport, 6 d'empreses d'hostatgeria i restauració, 4 d'empreses d'informació i comunicació, 2 d'empreses financeres, 15 d'empreses de serveis, 3 d'entitats de l'administració pública i 8 d'empreses classificades com a «altres activitats de serveis».
Dels 28 establiments de servei als particulars que hi havia el 2009, 2 eren tallers de reparació d'automòbils i de material agrícola, 1 establiment de lloguer de cotxes, 1 paleta, 6 guixaires pintors, 4 fusteries, 7 electricistes, 3 empreses de construcció, 1 perruqueria, 1 restaurant i 2 salons de bellesa.
Dels 5 establiments comercials que hi havia el 2009, 1 era una botiga de més de 120 m², 1 una botiga de menys de 120 m², 1 una peixateria, 1 una botiga de roba i 1 una botiga de material esportiu.
L'any 2000 a Pommeuse hi havia 5 explotacions agrícoles.

## Equipaments sanitaris i escolars
L'únic equipament sanitari que hi havia el 2009 era una farmàcia.
El 2009 hi havia una escola elemental.

## Poblacions properes
El següent diagrama mostra les poblacions més properes.